# Handel narządami ludzkimi
Handel narządami ludzkimi, także czerwony rynek – handel ludzkimi organami, tkankami lub innymi wytworami ciała, zazwyczaj w celu transplantacji.

## Legalny handel narządami

### Iran

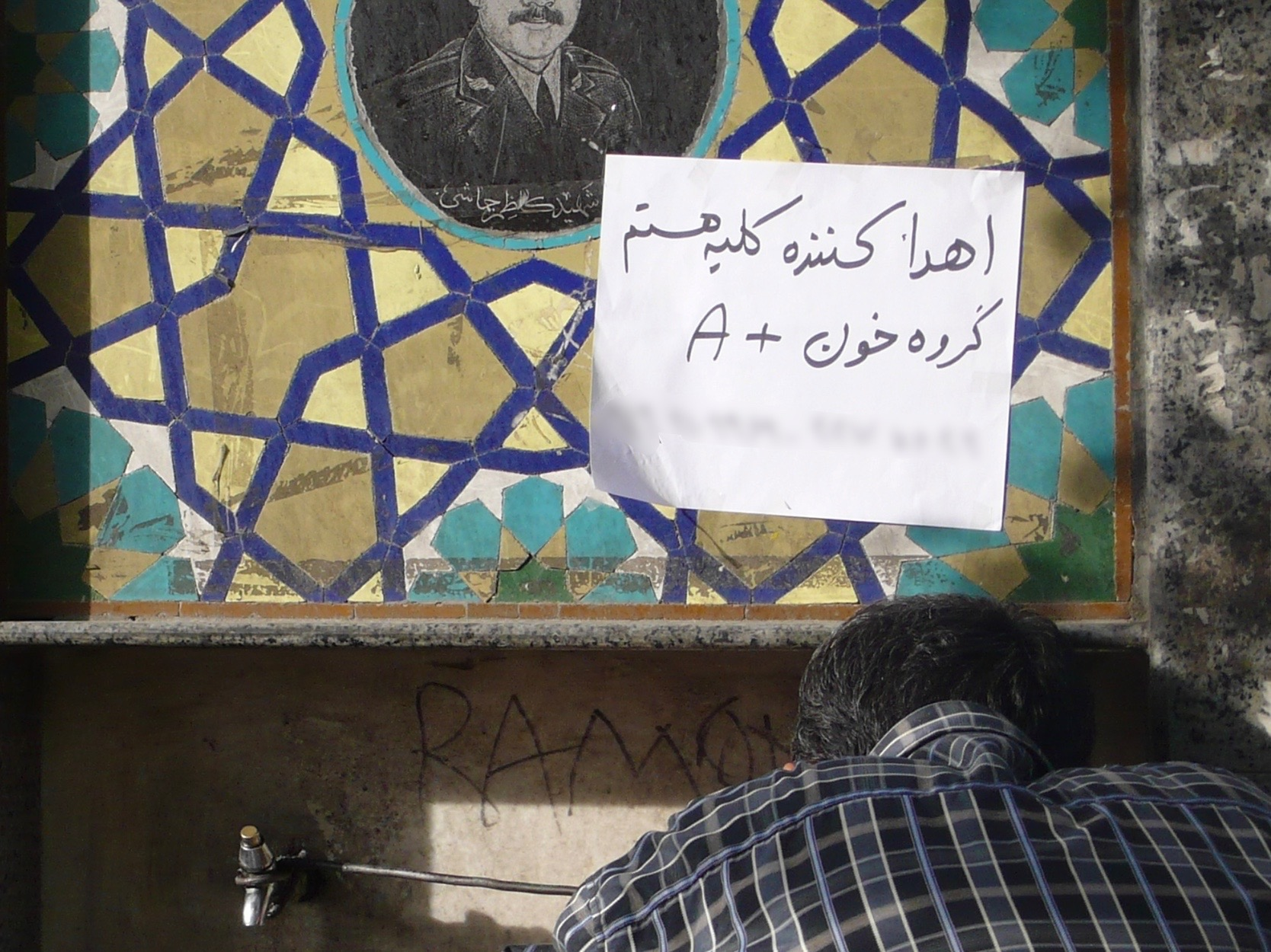
Znak w Iranie z napisem „Oddam nerkę, grupa krwi A+” w języku perskim wraz z numerem telefonu (zamazanym)

Iran jest jedynym krajem, który zezwala na kupno i sprzedaż narządów za pieniądze. Ze względu na brak infrastruktury do utrzymania skutecznego systemu przeszczepów narządów we wczesnych latach 80., Iran zalegalizował pobieranie nerek od żywych niespokrewnionych dawców (ang. living non-related donation, LNRD) w 1988 roku. Charity Association for the Support of Kidney Patients (CASKP) i Charity Foundation for Special Diseases (CFSD) sprawują kontrolę nad handlem organami we współpracy z rządem. Te organizacje non-profit dobierają dawców do biorców, przeprowadzając testy w celu zapewnienia zgodności. Dawcy otrzymują od rządu rekompensatę w postaci ulgi podatkowej, bezpłatnego ubezpieczenia zdrowotnego i często bezpośrednią zapłatę od biorcy, przy czym przeciętny dawca otrzymuje wynagrodzenie w wysokości 1200 dolarów. Niektórym dawcom oferuje się również możliwość zatrudnienia. Organizacje charytatywne wspierają biorców, których nie stać na zakup narządu.
Iran nakłada ograniczenia na komercyjny handel narządami, próbując ograniczyć turystykę transplantacyjną. Rynek jest zamknięty w obrębie kraju, co oznacza, że obcokrajowcy nie mogą kupować narządów obywateli Iranu. Co więcej, organy mogą być przeszczepiane tylko między osobami tej samej narodowości, a więc na przykład Irańczyk nie może kupić nerki od uchodźcy z innego kraju.
Niektórzy krytycy twierdzą, że irański system jest w pewnym sensie oparty na przymusie, ponieważ ponad 70% dawców to osoby ubogie.

### Rządowe świadczenia dla dawców
Australia i Singapur zalegalizowały rekompensaty pieniężne dla żywych dawców narządów. Zwolennicy takich inicjatyw twierdzą, że rozwiązania te nie polegają na płaceniu ludziom za ich narządy, a jedynie na rekompensowaniu dawcom kosztów związanych z pobraniem narządów. Australijscy dawcy otrzymują 9 tygodni płatnego urlopu w wysokości odpowiadającej krajowej płacy minimalnej.

## Nielegalny handel narządami
Według Światowej Organizacji Zdrowia (WHO) nielegalny handel organami ma miejsce, gdy narządy są usuwane z ciała w celu przeprowadzenia transakcji handlowych. Pomimo przepisów zakazujących sprzedaży narządów, nadal utrzymuje się taki proceder, a badania szacują, że od 5% do 42% przeszczepianych narządów pochodzi z nielegalnego handlu.
Środowiska przestępcze coraz częściej angażują się w porwania, zwłaszcza dzieci i nastolatków, które są następnie przewożone do miejsc wyposażonych w sprzęt medyczny. Tam są mordowane, a ich organy przeznaczane do sprzedaży. Ubóstwo i luki prawne również przyczyniają się do nielegalnego handlu narządami.